# Samtens
Samtens település Németországban, Mecklenburg-Elő-Pomeránia tartományban. Lakosainak száma 1990 fő (2023. december 31.).

## Népesség
A település népességének változása:
| Lakosok száma | 1993 | 1920 | 1943 | 1942 | 1985 | 1990 |
|               | 2013 | 2017 | 2019 | 2021 | 2022 | 2023 |